# 차은성
차은성(본명: 임수빈, 1983년 2월 23일 ~ )은 대한민국의 가수이다.

## 학력
- 수원대학교 연극영화학과 전문학사

## 경력
- 2001년 '거북이' 보컬

## 음반
- 2009년 사랑은 봄처럼
- 2009년 떠날 거면
- 2009년 어쩜
- 2009년 동화속의 사랑
- 2009년 너 다시 군대가
- 2009년 사랑이 시작됐어
- 2009년 크리스마스의 사랑
- 2010년 보낼 자신이 없어
- 2010년 널 사랑하나봐
- 2010년 Song In Love
- 2010년 One + One
- 2010년 Separation
- 2010년 미아처럼
- 2011년 Return
- 2013년 쏙쏙쏙
- 2016년 인생노래
- 2018년 달도 별도 / 인생노래
- 2019년 여왕의 커피